# Корнеев, Юрий Иванович
Ю́рий Ива́нович Корне́ев (26 марта 1937, Москва, СССР — 17 июня 2002, Москва, Россия) — советский баскетболист, двукратный серебряный призёр Олимпийских игр. Заслуженный мастер спорта СССР (1956).

## Биография
Родился 26 марта 1937 года в Москве.
Окончил Московский технологический институт легкой промышленности по специальности «инженер-экономист». Окончил также ГЦОЛИФК.
Учась в институте, участвовал в соревнованиях на первенство Москвы, где был замечен и в 17 лет приглашен в БК «Динамо». Мастер спорта СССР (1956).
Также играл за ЦСКА (1962—1966).
На Олимпиаде 1960 года в составе сборной СССР сыграл 8 матчей и стал обладателем серебряной медали. На следующих Играх вновь выиграл серебро, проведя все 9 матчей.
Победитель Спартакиад 1959 и 1963 годов в составе сборной Москвы.
Шестикратный чемпион СССР в сезонах 1958/59, 1961/62, 1962/63, 1963/64, 1964/65 и 1965/66, обладатель Кубка чемпионов в сезоне 1962/63.
С 1968 по 2000 год тренировал юных баскетболистов в ДЮСШ Москворецкого (ранее — Советского) района Москвы (ныне — СДЮШОР№ 49 «Тринта» имени Ю. Я. Равинского). Среди его воспитанников — А. Вадеев, выступавший за ЦСКА, многократный чемпион России.
Был женат, сын Михаил, баскетболист, трагически погиб в 1992 году.
Скончался 17 июня 2002 года в Москве. Похоронен на 9-м участке Ваганьковского кладбища.

## Награды
- Медаль «За трудовое отличие» (16.09.1960) — за успешные выступления в XVII летних и VIII зимних Олимпийских играх 1960 года, а также за выдающиеся спортивные достижения[4]